# NJPW Battle in the Valley (2023)
Battle in the Valley 2023 fue un evento de lucha libre profesional producido por la empresa New Japan Pro-Wrestling (NJPW), que tuvo lugar el 18 de febrero de 2023 desde el San Jose Civic en San José, California.

## Producción
El 28 de octubre de 2022, durante el evento Rumble on 44th Street, se anunció una segunda edición del evento Battle in the Valley realizado el año 2021, siendo trasladado para el mes de febrero del año 2023.

## Resultados
En paréntesis se indica el tiempo de cada combate:
- Kickoff: Alex Coughlin derrotó a JR Kratos (10:07).
  - Coughlin cubrió a Kratos después de un «Deadlift German».
- Kickoff: David Finlay derrotó a Bobby Fish (10:06).
  - Finlay cubrió a Fish después de un «Trash Panda».
- Volador Jr., Kevin Knight, KUSHIDA y The DKC derrotaron a Rocky Romero, Josh Alexander, Adrian Quest y Máscara Dorada (11:22).
  - Knight cubrió a Quest después de un «Pendulum DDT».
  - Después de la lucha, Volador Jr. desafío a Romero a una lucha Cabellera vs. Cabellera.
- KENTA derrotó a Fred Rosser y ganó el Campeonato de Peso Abierto STRONG (16:31).
  - KENTA cubrió a Rosser después de un «Go To Sleep».
  - Durante la lucha, Juice Robinson interfirió a favor de KENTA.
- The Motor City Machine Guns (Alex Shelley & Chris Sabin) derrotaron a West Coast Wrecking Crew (Jorel Nelson & Royce Isaacs) y retuvieron el Campeonato en Parejas de Peso Abierto STRONG (9:21).
  - Sabin cubrió a Nelson después de un «Dirty Bomb».
- Eddie Kingston derrotó a Jay White en un Loser Leaves NJPW Match (19:07).
  - Kingston cubrió a White después de un «Northern Lights Bomb».
  - Como resultado, White no podrá volver a luchar en NJPW.
  - Después de la lucha, David Finlay atacó a White.
- Tom Lawlor derrotó a Homicide en un Filthy Rules Fight (16:22).
  - Lawlor dejó inconsciente a Homicide con un «Rear Naked Choke».
- Zack Sabre Jr. derrotó a Clark Connors y retuvo el Campeonato Televisivo de NJPW World (14:06).
  - Sabre forzó a Connors a rendirse con un «Wakigatame».
  - Después de la lucha, Kevin Knight confrontó a Sabre.
- Mercedes Moné derrotó a KAIRI y ganó el Campeonato Femenino de la IWGP (26:47).
  - Moné cubrió a KAIRI después de un «Moné Maker».
  - Después de la lucha, Moné y KAIRI se abrazaron en señal de respeto.
- Kazuchika Okada derrotó a Hiroshi Tanahashi y retuvo el Campeonato Mundial Peso Pesado de la IWGP (21:08).
  - Okada cubrió a Tanahashi después de un «Rainmaker».
  - Después de la lucha, Mercedes Moné celebró con Okada.